# Sopiko Achmeteli
Sopiko Achmeteli (gruz. სოფიკო ახმეტელი; ur. 28 marca 1981 w Tbilisi) – gruzińska narciarka alpejska, dwukrotna uczestniczka zimowych igrzysk olimpijskich (1998, 2002), dziennikarka.

## Życiorys
W gruzińskiej reprezentacji zadebiutowała w 1996 roku. W lutym 1997 roku po raz pierwszy w karierze wystąpiła w alpejskich mistrzostwach. W rozegranych wówczas mistrzostwach w Sestriere zajęła 39. miejsce w slalomie. Na przełomie lutego i marca uczestniczyła także w mistrzostwach świata juniorów, jednak nie została sklasyfikowana w żadnej konkurencji.
W lutym 1998 roku wystąpiła na igrzyskach olimpijskich w Nagano. Została w ten sposób pierwszą kobietą, która reprezentowała Gruzję na zimowych igrzyskach olimpijskich. Podczas ceremonii otwarcia igrzysk pełniła rolę chorążego reprezentacji Gruzji. W zawodach w narciarstwie alpejskim uczestniczyła tylko w slalomie. Podczas pierwszego przejazdu została zdyskwalifikowana.
W sezonie 1998/1999 kilkukrotnie startowała w zawodach Pucharu Świata, a także w mistrzostwach świata w Vail. W żadnym z tych startów nie została jednak sklasyfikowana. Podobnie miały się jej starty w kolejnym sezonie Pucharu Świata. W lutym 2000 roku zwyciężyła w slalomie gigancie podczas zawodów uniwersyteckich w Innerkrems. W sezonie 2000/2001, podobnie jak w poprzednich, nie została sklasyfikowana w żadnych zawodach z cyklu Pucharu Świata, jak również w mistrzostwach świata w Sankt Anton.
W lutym 2002 roku po raz drugi uczestniczyła w igrzyskach olimpijskich, startując w Salt Lake City. Ponownie pełniła rolę chorążego gruzińskiej reprezentacji podczas ceremonii otwarcia i ponownie nie została sklasyfikowana w zawodach – zarówno w slalomie, jak i slalomie gigancie nie ukończyła pierwszych przejazdów. W sezonie olimpijskim występowała również w Pucharze Świata, w dalszym ciągu jednak nie kończyła rywalizacji. 
W kolejnym sezonie wzięła udział w mistrzostwach świata w Sankt Moritz. Osiągnęła w nich najlepsze rezultaty w karierze, zajmując 36. miejsce w slalomie i 45. w slalomie gigancie. W sezonie 2003/2004 startowała głównie w zawodach lokalnych i uniwersyteckich. W uniwersyteckich zawodach w St. Lambrecht była druga w slalomie gigancie i czwarta w slalomie. Z kolei w zawodach uniwersyteckich we włoskiej miejscowości Santa Caterina zwyciężyła w slalomie i slalomie gigancie. W sezonie 2004/2005 kilkukrotnie próbowała swoich sił w Pucharze Świata, jednak ani razu nie została sklasyfikowana. W styczniu 2005 roku zajęła 18. miejsce w slalomie i 32. w slalomie gigancie podczas uniwersjady w Innsbrucku. Zwyciężyła następnie w zawodach uniwersyteckich w St. Lambrecht w slalomie i slalomie gigancie. W lutym wystąpiła na mistrzostwach świata – w slalomie gigancie uplasowała się na 41. miejscu, a w slalomie została zdyskwalifikowana przy drugim przejeździe.
Ukończyła dziennikarstwo na Tbiliskim Uniwersytecie Państwowym im. Iwane Dżawachiszwilego w Tbilisi. 